# Вилявисиоса де Кордоба
Вилявисиоса де Кордоба (на испански: Villaviciosa de Córdoba) е населено място и община в Испания. Намира се в провинция Кордоба, в състава на автономната област Андалусия. Общината влиза в състава на района (комарка) Вале дел Гуадиято. Заема площ от 470 km². Населението му е 3556 души (по преброяване от 2010 г.). Разстоянието до административния център на провинцията е 43 km.

## Демография
| 1996 | 1998 | 1999 | 2000 | 2001 | 2002 | 2003 | 2004 | 2005 | 2006 |
| ---- | ---- | ---- | ---- | ---- | ---- | ---- | ---- | ---- | ---- |
| 3911 | 3832 | 3877 | 3854 | 3783 | 3774 | 3679 | 3667 | 3657 | 3601 |